# Executive Intelligence Review

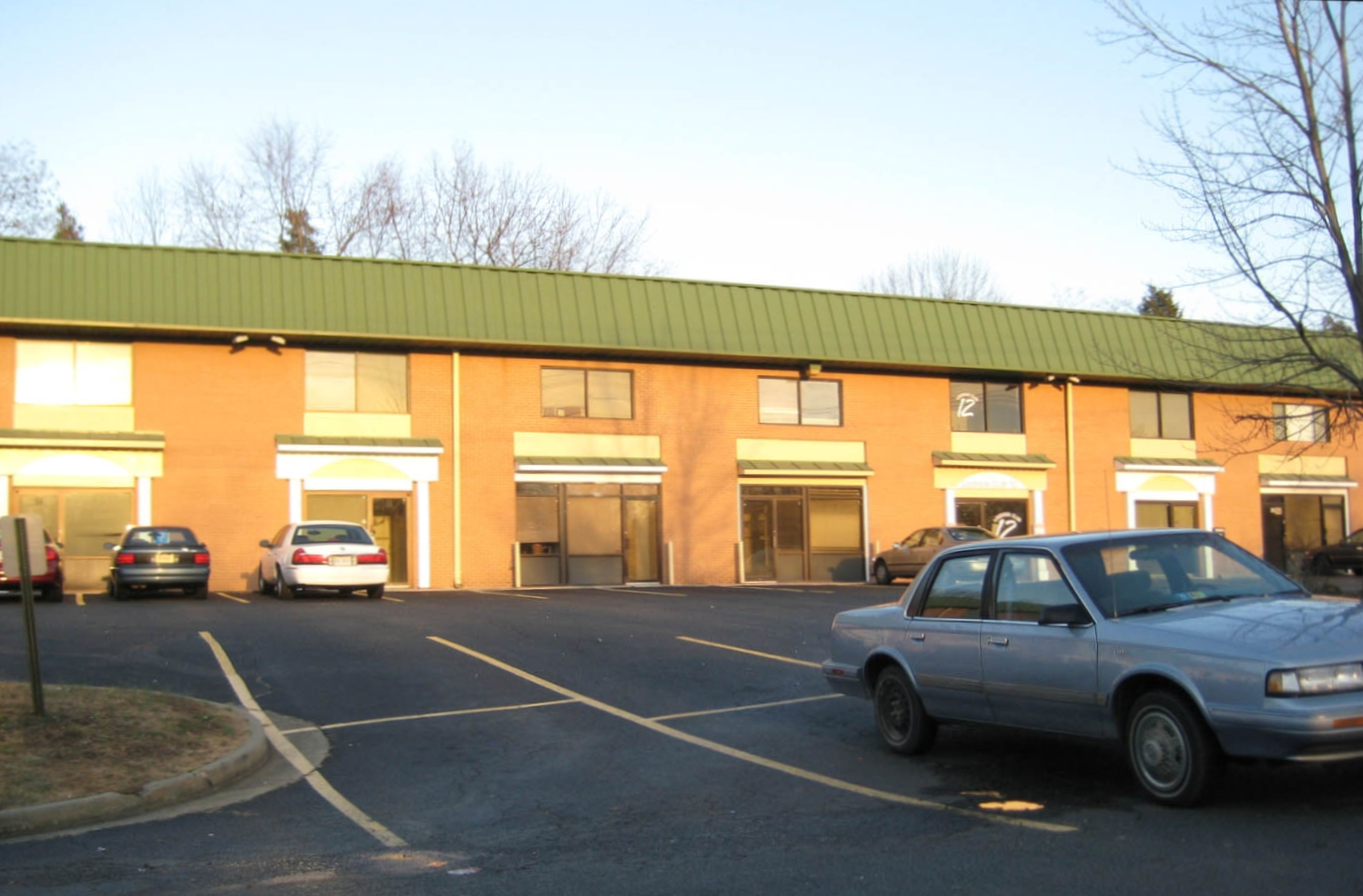
Sitz des Executive Intelligence Review in Leesburg, Virginia

Executive Intelligence Review (EIR) ist ein wöchentliches Nachrichtenmagazin, das 1974 von dem US-amerikanischen Politaktivisten Lyndon LaRouche gegründet wurde und der von ihm inspiriertem LaRouche-Bewegung angehört. Es beschäftigt sich hauptsächlich mit Geopolitik sowie geheimdienstlichen Aktivitäten und ist durch die Verbreitung verschiedener Verschwörungstheorien aufgefallen. Publiziert wird das Executive Intelligence Review von EIR News Service Inc., dem Nachfolger des New Solidarity International Press Service (NSIPS). NSIPS wurde durch EIR News Service ersetzt, weil die Zeitung New Solidarity 1987 nach der massiven Razzia 1986 in LaRouches Hauptquartier in Leesburg, Virginia, geschlossen wurde.

## Geschichte
Das Executive Intelligence Review geht auf die Bemühungen von Gründer Lyndon LaRouche zurück, einen privaten Geheimdienst zu gründen, da seiner Meinung nach bestehende US-amerikanische Dienste von Briten und Israelis unterwandert seien. Seine Idee war, das Netzwerk wie einen Nachrichtendienst zu organisieren, was zur Gründung des New Solidarity International Press Service (NSIPS) führte, der 1974 von drei LaRouche-Anhängern gegründet wurde. Dies ermöglichte der LaRouche-Bewegung, unter dem Deckmantel der Presse Zugang zu Regierungsvertretern zu erhalten. Als die Mittel von NSIPS anwuchsen, wurde EIR gegründet. Die Artikel von EIR verbreiteten LaRouches verschiedene Verschwörungstheorien. LaRouche war ursprünglich Marxist gewesen und trat mit der von ihm gegründeten U.S. Labor Party bei den US-Präsidentschaftswahlen 1976 an. Er wendete sich von der extremen Linken schließlich zur extremen Rechten hin.
In den 1980er Jahren kostete ein Jahresabonnement 400 Dollar. 1990 soll die Zeitschrift eine Auflage von 8.000 bis 10.000 Stück gehabt haben. Von einem Direktor des National Security Council wurde die La-Rouche-Organisation 1985 als einer „der besten privaten Geheimdienste der Welt“ bezeichnet. Es hatte zu dieser Zeit Berichten zufolge über 100 Agenten in verschiedenen Ländern und La Rouche traf sich u. a. mit Indira Gandhi und Saddam Hussein. Auch von einigen Mitarbeitern von NSA und CIA soll das Netzwerk von LaRouce als nützlich angesehen worden sein. Die engen Kontakte von La Rouche zu nachrichtendienstlichen Mitarbeitern der Reagan-Regierung wurden von Henry Kissinger kritisiert.
Die Büros des Magazins wurden 1986 im Rahmen von Ermittlungen gegen LaRouche-nahe Unternehmen durchsucht, als gegen einige Personen Anklage wegen Kreditkartenbetrugs erhoben wurde, an dem die Organisation beteiligt war. 1988 wurden die EIR-Büros, die gemeinsam mit einer anderen LaRouche-Organisation, der Fusion Energy Foundation, genutzt wurden, beschlagnahmt, um Geldstrafen wegen Missachtung des Gerichts im Zusammenhang mit den Ermittlungen zu bezahlen. Redakteur Webster Tarpley sagte, die Schließung sei ein Versuch der „unsichtbaren, geheimen Parallelregierung“, LaRouche wegen seiner Präsidentschaftskampagnen zum Schweigen zu bringen. LaRouche und mehrere EIR-Mitarbeiter wurden schließlich wegen Betrugs und anderer Vorwürfe verurteilt. LaRouche wurde zu 15 Jahren Gefängnis verurteilt, kam allerdings nach fünf Jahren Haft wieder frei.

## Behauptungen
Executive Intelligence Review stellte verschiedene Behauptungen über das britische Königshaus auf, so seien z. B. Königin Elisabeth II. und ihre Angehörigen angeblich in den internationalen Drogenhandel verwickelt gewesen. Es behauptete auch, dass die britische Königsfamilie den italienischen Bankier Roberto Calvi ermordet hätte, der 1982 in London starb, und dass der Bombenanschlag auf das Murrah Federal Building in Oklahoma City 1995 der erste Schlag eines britischen Plots gewesen sei, die Vereinigten Staaten zu übernehmen. 1998 wurde einer der leitenden Redakteure, Jeffrey Steinberg, im britischen Fernsehen zu LaRouches Theorie interviewt, Prinz Philip habe den britischen Geheimdienst beauftragt, Prinzessin Diana zu ermorden. EIR gehörte zu den führenden Verbreitern dieser Theorie. Auch die Umweltorganisation Greenpeace wurde von LaRouche als Agent der Briten diffamiert.
1999 machte EIR international Schlagzeilen, als es auf seiner Website die Namen von 117 Agenten des britischen Geheimdienstes MI6 auflistete, eine Liste, die angeblich von dem abtrünnigen Agenten Richard Tomlinson stammte (obwohl die Regierung später angab, dass die Liste nicht von ihm stammte). Ein Sprecher des EIR sagte, dass sie die Informationen unaufgefordert erhalten hätten.
1992 veröffentlichte das EIR The Ugly Truth About the ADL, eine 150-seitige Broschüre mit konspirativen Behauptungen über die Anti-Defamation League, die LaRouche versprochen hatte „zu zerschlagen“ und behauptete, die Gruppe sei „eine der schädlichsten Agenturen, die daran arbeiten, die Vereinigten Staaten zu zerstören“. Nachdem der malaysische Premierminister Mahathir Mohamad 1997 den Finanzier George Soros kritisiert hatte, begannen die malaysischen Nachrichtenmedien, bissige Berichte über Soros zu drucken, von denen einige aus dem EIR stammten oder sogar wörtlich aus der Zeitschrift übernommen wurden. La Rouche wurde wiederholt vorgeworfen Antisemitismus zu verbreiten.

## Redakteure
- Lyndon LaRouche
- F. William Engdahl
- David P. Goldman
- Webster Tarpley